# Ipomoea discolor
El corazoncillo del Orinoco (Ipomoea discolor) es una especie de plantas del género Ipomoea, familia Convolvulaceae. 

## Taxonomía
Ipomoea discolor fue descrito primero por Carl Sigismund Kunth como Convolvulus discolor y publicado en Nova Genera et Species Plantarum (quarto ed.) 3: 105, t. 212. 1818, y posteriormente atribuido al género Ipomoea por George Don y publicado en A General History of the Dichlamydeous Plants 4: 270. 1838.
Etimología
Ver: Ipomoea
discolor: epíteto latíno que significa "de dos colores".
Sinonimia
- Convolvulus discolor Kunth[4]